# Orchestre symphonique de Galice

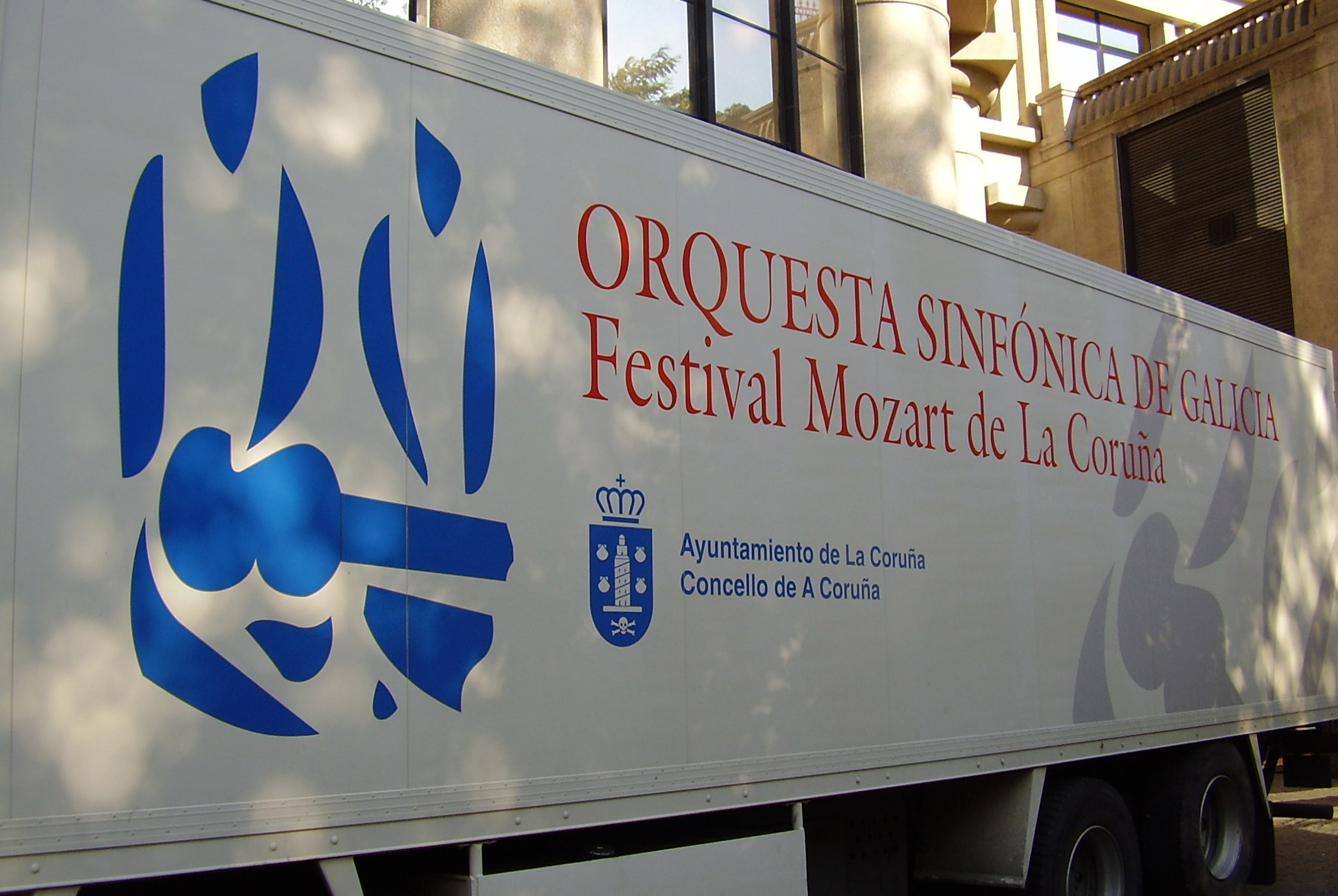
L'Orchestre symphonique de Galice a son siège au Palacio de la Ópera de La Corogne

Pour les articles homonymes, voir OSG.
L'orchestre symphonique de Galice (Orquesta Sinfónica de Galicia) (OSG) est un orchestre basé à La Corogne (Espagne).

## Histoire
Il a été créé en 1992 par la mairie de La Corogne, et a son siège dans cette ville au palais de l'Opéra ; il a été orchestre résident du Festival Rossini de Pesaro de 2003 à 2005 et du festival Mozart de La Corogne depuis sa création en 1998. Il a réalisé des tournées en Allemagne et Autriche. Son chef, succédant à Víctor Pablo Pérez (es) qui l'a dirigé pendant vingt ans, est, depuis 2013, Dima Slobodeniouk. Jesús López Cobos est le chef invité principal.
Dans sa discographie pour des labels comme EMI, Koch, Naïve, BMG et Arts figurent des noms comme ceux de Peter Maag, Antônio Meneses, Manuel Barrueco, María Bayo, Plácido Domingo, Juan Pons ou Ewa Podles entre autres.
L'orchestre symphonique de Galice a créé, à son tour, le chœur, l'orchestre de chambre (Orquesta de Cámara), l'orchestre des jeunes (la Orquesta Joven), l'école de la pratique orchestrale (la Escuela de Práctica Orquestal), les enfants chanteurs de l'OSG (los Niños Cantores) et le chœur des jeunes (el Coro joven) de l'OSG.